# 民族园西路
39°58′57″N 116°23′04″E / 39.9824148°N 116.3844003°E
民族园西路是位于中国北京市朝阳区的一条道路。

## 简介
中华民族园于1992年开始建设，1994年6月18日北园建成开放，2001年9月29日南园建成开放。民族园西路即因位于中华民族园以西而得名。民族园西路为东西走向，东到北辰西路，与民族园路连接，西到京藏高速，与龙翔路连接。